# Maskermierpitta
De maskermierpitta (Hylopezus auricularis) is een zangvogel uit de familie Grallariidae (mierpitta's). Het is een kwetsbare, endemische vogelsoort uit Bolivia.

## Kenmerken
De vogel is 14 cm lang en gevangen exemplaren wogen 43 en 38 g. De volwassen vogel heeft een grijze kruin en een bruin masker rond het oog. Verder is de vogel van boven olijfbruin en van onder licht. De keel is wit, met een vage baardstreep. De rest van de onderkant is licht met een roodbruine waas naar de flanken en donkerbruine, driehoekige vlekjes op de borst. De poten zijn licht, de bovensnavel is zwart, de ondersnavel hoornkleurig. De roodflankmierpitta (H. macularius) mist het donkerbruine masker en heeft donkerder poten.

## Herontdekking als soort, verspreiding en leefgebied
Deze soort is endemisch in het Boliviaanse departement Beni in het dal van de benedenloop van de gelijknamige rivier de Beni. Daar werd de vogel in 1937 ontdekt en pas later beschreven als ondersoort van de roodflankmierpitta. In 1976 werd de vogel daar weer gezien en pas in 1991 werd door Sjoerd Maijer het geluid van de vogel vastgelegd en later werd de vogel gevangen en kon, naast de ecologische en bioakoestische argumenten, worden aangetoond dat het een aparte vogelsoort betrof. Het leefgebied bestaat uit de randen van dichte ondergroei in half open, drassige gebieden (kleiputten) met gras.

## Status
De maskermierpitta heeft een beperkt verspreidingsgebied en daardoor is er theoretisch de kans op uitsterven. De grootte van de populatie werd in 2017 door BirdLife International geschat op 500 volwassen individuen. Mogelijk is de vogel algemener dan aanvankelijk gedacht. Voorlopig staat hij echter toch als kwetsbaar op de Rode Lijst van de IUCN.